# Lutz Ulbricht
Lutz Ulbricht (n. 9 noiembrie 1942, Berlin, Germania Nazistă – d. 23 decembrie 2022) a fost un canotor ce a reprezentat Germania, medaliat olimpic. A participat la 2 ediții ale Jocurilor Olimpice (1968, 1972) în care a câștigat o medalie de aur.